# HAL Ajeet
Die HAL Ajeet (Sanskrit: अजित, für Unbesiegbar) war eine Weiterentwicklung der britischen Folland Gnat, die in Indien durch Hindustan Aeronautics Limited in Lizenz gebaut wurde.

## Konstruktion und Entwicklung
Die Indischen Luftstreitkräfte (IAF) flogen die Folland Gnat von 1958 bis 1974, dabei wurden über 200 Flugzeuge in Lizenz von Hindustan Aeronautics Limited (HAL) unter dem Namen Ajeet gefertigt. Der Flugzeugtyp zeigte sich in beiden Kriegen mit Pakistan 1965 und 1971 sehr erfolgreich. Eingesetzt wurde die Gnat dabei sowohl zur Erringung der Luftüberlegenheit in geringer Höhe als auch bei der Luftnahunterstützung.
Die Gnat war zwar kostengünstig zu bauen und zu unterhalten, besaß jedoch unzuverlässige Systeme, dies betraf vor allem die Steuerungssysteme, und war kompliziert zu warten. Aus diesem Grund forderte die Indische Luftwaffe 1972 eine Verbesserung des Typs. Obwohl die ursprüngliche Forderung auf einen Abfangjäger lautete, wurde sie später revidiert und erhielt die sekundäre Forderung der Fähigkeit zur Luftnahunterstützung.
Die Veränderung zur Gnat waren bedeutend und beinhalteten:
- Verbesserte Hydraulik und Kontrollsysteme (diese waren die Gründe für viele Komplikationen der Gnat).[3]
- Einbau verbesserter Martin-Baker GF4 Schleudersitze[4]
- Modernisierte Avionik.[4]
- Veränderte Leitwerke
- Verbesserungen am Fahrwerk.[4]
- Einbau interner Tanks, um die Außenlaststationen für zusätzliche Waffenlast frei zu machen[5]
- Einbau zweier zusätzlicher Außenlaststationen[5]

Die letzten beiden von Hindustan Aeronautics Limited gefertigten Gnats wurden als Prototypen für die Ajeet modifiziert. Die erste so umgebaute Maschine flog am 6. März 1975, die zweite folgte am 5. November. Die Tests verliefen erfolgreich, sodass umgehend mit der Serienfertigung begonnen wurde und die erste Ajeet ihren Erstflug am 30. September 1976 absolvierte.
Äußerlich erscheint die Ajeet der Gnat sehr ähnlich, die einzig offensichtlichen Unterschiede zum Vorgängermodell sind die beiden zusätzlichen Außenlaststationen.
Die Ajeet wurde 1977 in Dienst gestellt und 1991 zurückgezogen. Daher kam es nie zum aktiven Kampfeinsatz.
Ein internes Projekt von HAL für ein auf der Ajeet aufbauendes Schulflugzeug wurde begonnen und lieferte 1982 den ersten Prototyp. Dieser ging jedoch noch im selben Jahr bei einem Unfall verloren. Zwei weitere Prototypen wurden fertiggestellt, jedoch führte das fehlende Interesse der Regierung und die bevorstehende Außerdienststellung der Ajeet zum Abbruch des Programmes. Die beiden Prototypen wurden jedoch der Einheit, welche auch die Ajeet flog, übergeben und leisteten dort bis zur Ablösung durch die MiG-27M Bahadur 1991 ihren Dienst.

## Versionen
- Gnat Mk 2: Ursprüngliche Bezeichnung der Indischen Luftwaffe für die Ajeet Mk 1
- Ajeet Mk 1: Einsitziges Erdkampf- und Jagdflugzeug
- Ajeet Mk 2 Trainer: Zweisitziger Prototyp eines Fortgeschrittenenschulflugzeugs

## Nutzung
Indien
- Indische Luftstreitkräfte
  - No. 2 Squadron, Indische Luftstreitkräfte

## Technische Daten
| Kenngröße             | Daten                                           |
| --------------------- | ----------------------------------------------- |
| Typ                   | einsitziger Jagdbomber/Abfangjäger              |
| Spannweite            | 6,73 m                                          |
| Länge                 | 9,04 m                                          |
| Höhe                  | 2,46 m                                          |
| Tragflügelfläche      | 12,69 m²                                        |
| Streckung             | 3,56                                            |
| Antrieb               | Bristol-Siddeley Orpheus 701-01 mit 20 kN Schub |
| Höchstgeschwindigkeit | 1.152 km/h                                      |
| Einsatzradius         | 172 km                                          |
| Leermasse             | 2.307 kg                                        |
| max. Startmasse       | 4.173 kg                                        |

### Bewaffnung
- zwei Aden 30-mm-Kanonen
- vier Außenlaststationen unter den Tragflächen für verschiedene Waffentypen bis 900 kg Gesamtmasse